# آرثر ستيفن لين
آرثر ستيفن لين (بالإنجليزية: Arthur Stephen Lane)‏ (و. 1910 – 1997 م)هو ضابط، ومحامي، وقاضي من الولايات المتحدة الأمريكية .

## التعليم
تعلم في جامعة برنستون، وكلية هارفارد للحقوق.